# Лютник, Ульяна Милиевна
Ульяна (Уляна) Милиевна Лютник (укр. Уляна Міліївна Лютник; род. 1984) — украинская спортсменка, Мастер спорта Украины международного класса.

## Биография
Родилась 3 февраля 1984 года в посёлке Яблонов Косовского района Ивано-Франковской области Украинской ССР.
Пауэрлифтингом занималась в Коломыйской ДЮСШ под руководством Инны и Василия Оробец.
Окончила Прикарпатский национальный университет имени Василия Стефаника. Представляет спортивное общество «Украина». Проживает в Коломые. Работает тренером-преподавателем по пауэрлифтингу Яблоновской ДЮСШ «Соколята».

## Спортивные достижения
- В 2010 году заняла первое место на Чемпионате Украины (Цюрупинск) среди студентов по пауэрлифтингу. В этом же году на Кубке Украины (Полтава) завоевала серебряную медаль.[3]
- В 2013 году стала бронзовым призёром Чемпионата Европы по пауэрлифтингу (Пльзень, Чехия).[4]